# Мішеніна Галина Андріївна
Мішеніна Галина Андріївна (5 серпня 1950) — радянська академічна веслувальниця.
Бронзова призерка Олімпійських Ігор 1976 року в складі розпашної четвірки зі стерновою.